# Кастел Габиано
Кастѐл Габиа̀но (на италиански: Castel Gabbiano, на местен диалект: Castel Gabià, Кастел Габия) е село и община в Северна Италия, провинция Кремона, регион Ломбардия. Разположено е на 100 m надморска височина. Населението на общината е 470 души (към 2017 г.).